# 테로 핏캐매키
테로 크리스티안 핏케메키(핀란드어: Tero Kristian Pitkämäki, 1982년 12월 19일 ~ )는 핀란드의 육상 선수이다. 그의 개인 최고 기록은 2005년 91.53m이다.

## 육상 경력
핏케메키는 2004년 하계 올림픽 창던지기 대회에서 83.01m로 8위를 했고 그 이후 세계 최고의 창던지기 선수가 되었다. 2005년 8월에, 그는 자국에서 열린 2005년 세계 육상 선수권 대회에서 우승 후보였고, 91.53m의 거리로 창을 던졌다. 그러나, 그는 81.27m의 결과로 겨우 4위에 머물렀다. 핏케메키는 2006년 유럽 육상 선수권 대회에서 2위를 하면서 자신의 생애 첫 메달을 땄다.
핏케메키는 2007년 오사카 세계 육상 선수권 대회 남자 창던지기에서 89.16m로 금메달을 획득했다.